# Meer-Streifenfarn
Der Meer-Streifenfarn (Asplenium marinum L.) ist eine Art der Gattung der Streifenfarne (Asplenium) und gehört zu den Streifenfarngewächsen (Aspleniaceae).

## Beschreibung
Der Meer-Streifenfarn ist eine kräftige, ausdauernde Pflanze. Das Rhizom ist schief und mit lineal-lanzettlichen, hell bis dunkel kastanienbraunen Schuppen mit fadenförmiger Spitze besetzt. Die immergrünen, in lockeren Rosetten stehenden Wedel werden 6 bis 40 (bis 58) cm lang.  Der Wedelstiel ist rotbraun und etwa halb so lang wie die Spreite. Die rötlichbraune, an der Spitze grüne  Blattspindel ist grün geflügelt. Die Wedelspreite ist einfach gefiedert bis fiederschnittig mit 6 bis 20 (bis 40) Abschnitten je Seite, im Umriss lineal-lanzettlich, lederig und kahl. Die Fiederabschnitte sind 1 bis 4 cm lang, eiförmig bis länglich, gekerbt-gesägt, mit kurz gestieltem, sitzendem oder herablaufendem, gestutztem oder breit keilförmigem und asymmetrischem Grund und gerundeter Spitze. 
Je Fiederabschnitt sind (zwei bis) sechs bis zwölf (bis achtzehn) längliche, meist völlig getrennte, 3 bis 5 mm lange Sori mit ganzrandigem Indusium vorhanden. Die eiförmigen Sporen messen (23 bis) 27 bis 32 (bis 38) µm im Durchmesser. Der Meer-Streifenfarn sporuliert von März bis November.
Die Chromosomenzahl beträgt 2n = 72.

## Vorkommen
Der Meer-Streifenfarn kommt in Makaronesien, an der westeuropäischen Atlantikküste und im westlichen Mittelmeergebiet vor. Im Einzelnen ist er auf jeweils allen Hauptinseln der Kanaren (außer Lanzarote), der Ilhas Selvagens, Madeiras und der Azoren vor und ist an der kontinentalen Atlantikküste vom mittleren Marokko über Portugal, Spanien und Frankreich bis Großbritannien (dort vor allem an der Westküste, an der Nordsee südwärts bis Yorkshire), Irland und Südnorwegen, am Mittelmeer an den Küsten Kataloniens, der Balearen, Südfrankreichs, Korsikas, Nord-Sardiniens, des Toskanischen Archipels, des Monte Circeo im  Latium, Maltas und Pantellerias sowie in Marokko, Algerien und auf der zu Tunesien gehörenden Inselgruppe La Galite verbreitet. Des Weiteren existieren alte, unbestätigte  Angaben aus der Umgebung der süditalienischen Stadt Tarent und von den Kapverden.
Als Standort werden schattige Felsen, Grotteneingänge und alte Mauern besiedelt, die oft der Meeresgischt ausgesetzt sind.

## Taxonomie
Der Meer-Streifenfarn wurde 1753 von Carl von Linné in Species Plantarum, Band 2, Seite 1081 erstveröffentlicht.